# Moitié bipartie

Le demi-cube d'ordre 4, obtenu comme moitié biparti du graphe de l'hypercube d'ordre 4.

En théorie des graphes, la moitié bipartie ou le demi-carré d'un graphe biparti {\displaystyle G=(U,V,E)} est un graphe {\displaystyle H=(U,F)} dont l'ensemble des sommets est l'ensemble  {\displaystyle U} (l'un des deux ensembles des sommets de la bipartition) et dans lequel il y a une arête {\displaystyle (u,u')} entre {\displaystyle u} et {\displaystyle u'} s'ils sont à distance deux dans {\displaystyle G}, en d'autres termes, s'il existe un sommet {\displaystyle v\in V} tel qu'il existe une arête entre {\displaystyle u} et {\displaystyle v} et entre {\displaystyle u'} et {\displaystyle v} dans le graphe {\displaystyle G}. Dans une notation plus compacte, la moitié bipartie est {\displaystyle H=G^{2}(U)}, où l'exposant dénote le carré du graphe et l'ensemble entre crochets dénote le sous-graphe induit par {\displaystyle U}.
Par exemple, le demi-carré du graphe biparti complet {\displaystyle K_{n,n}} est le graphe complet {\displaystyle K_{n}}Kn et la moité biparti de l'hypercube est le demi-hypercube.
Quand {\displaystyle G} est un graphe distance-régulier, ses deux moitiés biparties sont des graphes distance-réguliers. 
Par exemple, la moitié bipartie du graphe de Foster est l'un des graphes de la famille finie des graphes distance-réguliers localement linéaires (en) de degré 6.
Les  « Map graphs » qui sont les graphes d'intersection de régions simplement connexes du plan d'intérieurs disjoints, sont exactement les moitiés biparties de graphes planaires

## Article lié
- Couverture biparti double (en)